# 朴スンス
朴 昇洙（パク・スンス、2007年3月17日 - ）は、大韓民国生まれのプロサッカー選手。
プレミアリーグ・ニューカッスル・ユナイテッドFC所属。